# Grønlandspumpen
Grønlandspumpen er et enormt undersøisk vandfald mellem Grønland og Island. Grønlandspumpen er den afsluttende del af Golfstrømmen og er en drivende kraft i det globale thermohaline kredsløb. På engelsk kaldes Grønlandspumpen for Denmark Strait cataract eller North Atlantic Circulation Pump. Grønlandspumpen kaldes også "oceanernes kolde hjerte" og er et udtryk for at Golfstrømmens varme vand endeligt afkøles og synker til bunds. Man kalder dette fænomen for tungtvandsdannelse, dvs. dannelse af vand med højere densitet. På engelsk refereres generelt til downwelling og Atlantic meridional overturning circulation. Samtidig sørger processen for at holde gang i den globale cirkulation og Grønlandspumpen er således en nødvendighed for Golfstrømmens transport af varmt vand til at mildne de Nordvesteuropæiske vintre, sammenlignet med vintrene på de samme breddegrader i Canada og Sibirien. Det anslås at tungtvandsdannelsen og nedsynkningen sker med 5 millioner kubikmeter per sekund, hvilket gør Grønlandspumpen til 350 gange mere voluminøst sammenlignet med det største vandfald på Jorden, det nu oversvømmede Guaíra-vandfald (portugesisk Salto de Sete Quedas) på grænsen mellem Brazilien og Paraguay. Grønlandspumpen har også et rekordstort fald på næsten 3.500 m.

## Nedsynkningen
Idet Golfstrømmen og dens forlænger den Nordatlantiske Havstrøm flyder mod nord, sker der en afkøling ved fordampning af det varme overfladevand samt ved afgivelse af varme til de koldere omgivelser. Herved stiger densiteten af havvandet i det nordlige Atlanterhav og det tungere vand synker mod bunden. Der kan næsten tales om en slags vandfald i havet. Det nedsynkende vand bliver derved til den sydgående Nordatlantiske Dybhavsstrøm. Ved denne process føres det mere CO2 holdige overfladevand ned i dybhavet og dermed er Grønlandspumpen også en del af kulstofkredsløbet. 
En tilsvarende men mindre nedsynkning sker omkring Færøerne i det der på engelsk kaldes "Faroe Bank Channel overflow".

## Den globale opvarmning
Som en konsekvens af den globale opvarmning er der et bekymrende perspektiv. Afsmeltningen af Grønlands indlandsis medfører tilførsel af fersk overfladevand til Atlanterhavet. Der har tidligere været en balance imellem indlandsisens tilvækst og aftagen. Men i disse år foregår der en hidtil uset afsmeltning af Grønlands indlandsis (350 Gt som direkte afsmeltning og 450 Gt som isbjerge).  I yderste konsekvens kan det betyde at det ferske vand fra indlandsisen hindrer tungtvandsdannelsen og dermed sætter en prop i Grønlandspumpen med store klimaændringer som følge for Vesteuropa. Målinger viser at  cirkulationen var svækket i årene 1975 til 1998, men siden 2000 har den været normal.

## Forskning
Der gøres i 2018 et storstilet forsøg på at måle strømningerne i det nordlige Atlanterhav.